# Go-Kameyama
Go-Kameyama, född 1347, död 1424, var regerande kejsare av Japan mellan 1383 och 1392.